# Wu Tung-lin
Wu Tung-lin (* 12. Mai 1998 in Taichung) ist ein taiwanischer Tennisspieler.

## Karriere
Wu spielte bereits auf der ITF Junior Tour kam dort im Februar 2016 mit Rang 29 in der Junioren-Rangliste zu seiner besten Platzierung. 2015 und 2016 nahm er an fast allen Ausgaben der Junior-Grand-Slam-Turniere teil und erreichte dort 2016 bei den Australian Open einmal das Achtelfinale.
Ab der zweiten Hälfte von 2016 spielte Wu regelmäßig Profiturniere und dort vor allem auf der ITF Future Tour. 2017 gelang ihm mit zwei Finaleinzügen im Einzel sein bestes Resultat bei einem solchen Turnier, im Doppel spielte er ein Jahr zuvor bereits vereinzelt Turniere auf der höher dotierten ATP Challenger Tour. 2018 wurde sein bislang erfolgreichstes Jahr. Bei mehreren Challengers im Einzel qualifizierte er sich für das Hauptfeld und meisterte fünfmal auch die Auftakthürde, verlor jedoch jedes Mal das Match danach. Im Doppel schaffte er nach seinem ersten Future-Sieg im November in Canberra auch seinen ersten Titel bei Challengers zu erringen. Im Finale setzte sich der Taiwaner mit Evan Hoyt als Partner gegen Jeremy Beale und Thomas Fancutt durch. Wenig später erreichte er mit Rang 514 seinen Karrierehöchstwert in der Doppel-Tennisweltrangliste; im Einzel stand er im Juni desselben Jahres mit Platz 435 am höchsten.
2017 wurde Wu das erste Mal in die taiwanische Davis-Cup-Mannschaft berufen, wo er bislang eine Bilanz von 1:1 hat.

## Erfolge
| Legende (Anzahl der Siege)  |
| Grand Slam                  |
| ATP World Tour Finals       |
| ATP World Tour Masters 1000 |
| ATP World Tour 500          |
| ATP World Tour 250          |
| ATP Challenger Tour (4)     |

### Einzel

#### Turniersiege
| Nr. | Datum              | Turnier     | Belag     | Finalgegner        | Ergebnis  |
| --- | ------------------ | ----------- | --------- | ------------------ | --------- |
| 1.  | 24. April 2022     | Tallahassee | Sand      | Michael Mmoh       | 6:3, 6:4  |
| 2.  | 29. September 2024 | Nonthaburi  | Hartplatz | Mackenzie McDonald | 6:3, 7:64 |

### Doppel

#### Turniersiege
| Nr. | Datum            | Turnier  | Belag     | Partner       | Finalgegner                          | Ergebnis          |
| --- | ---------------- | -------- | --------- | ------------- | ------------------------------------ | ----------------- |
| 1.  | 4. November 2018 | Canberra | Hartplatz | Evan Hoyt     | Jeremy Beale Thomas Fancutt          | 7:65, 5:7, [10:8] |
| 2.  | 16. Oktober 2022 | Seoul    | Hartplatz | Kaichi Uchida | Chung Yun-seong Aleksandar Kovacevic | 6:72, 7:5, [11:9] |